# Glossadelphus scabrifolius
Glossadelphus scabrifolius là một loài Rêu trong họ Hypnaceae. Loài này được (Broth. & Paris) Broth. mô tả khoa học đầu tiên năm 1925.